# Kpinnou
Kpinnou è un arrondissement del Benin situato nella città di Athiémé (dipartimento di Mono) con 8.541 abitanti (dato 2006).